# 윤사혁
윤사혁(尹師赫, 일본식 이름: 平川博敏, 1887년 ~ ?)은 일제강점기의 지방행정 관료이다.

## 생애
일제 강점기 초기인 1913년에 충청남도에서 임시직원으로 채용되면서 관계에 들어섰다. 계속 임시직원으로 머물다가 1918년에 조선총독부 군서기로 임용되어 정식 공무원이 되었다.
충청북도 보은군에서 근무하다가 1926년에 진천군에 발령받았고, 1929년에는 음성군, 1932년에는 청주군으로 차례로 전근했다. 청주군에서 근무하다가 1932년에 음성군 서무계 주임으로 승진하였으며, 1934년부터는 내무계 주임까지 겸하게 되었다. 음성군에 재직 중이던 1935년에 총독부가 시정 25주년을 기념하여 표창한 표창자 명단에 들어 있다.
이듬해 제천군 군수가 되어 총독부 군수로 승진하였고, 곧 보은군수로 이동했다. 보은군수를 마지막으로 퇴관하기 직적인 1940년을 기준으로 종7위에 서위되어 있었다. 이후 청주군 사천면의 향리로 돌아가 지내면서, 일제 강점기 말기까지 사천면장을 역임하였다.
중일 전쟁 중 군수를 지낸 윤사혁은 군수품 공출, 국방사상 보급, 국방헌금 모집 등의 업무를 적극적으로 수행하였다. 지원병 제도가 실시되자 지원병은 영예 있는 제국군인으로서 본분을 다하여 황국신민으로서의 명예를 훼손하지 말라는 내용의 담화를 《매일신보》에 싣기도 했다.
2008년 민족문제연구소가 발표한 친일인명사전 수록예정자 명단 중 관료 부문에 포함되었다.

## 참고 자료
- 윤사혁(尹師赫) - 국사편찬위원회